# NASA Shuttle Landing Facility

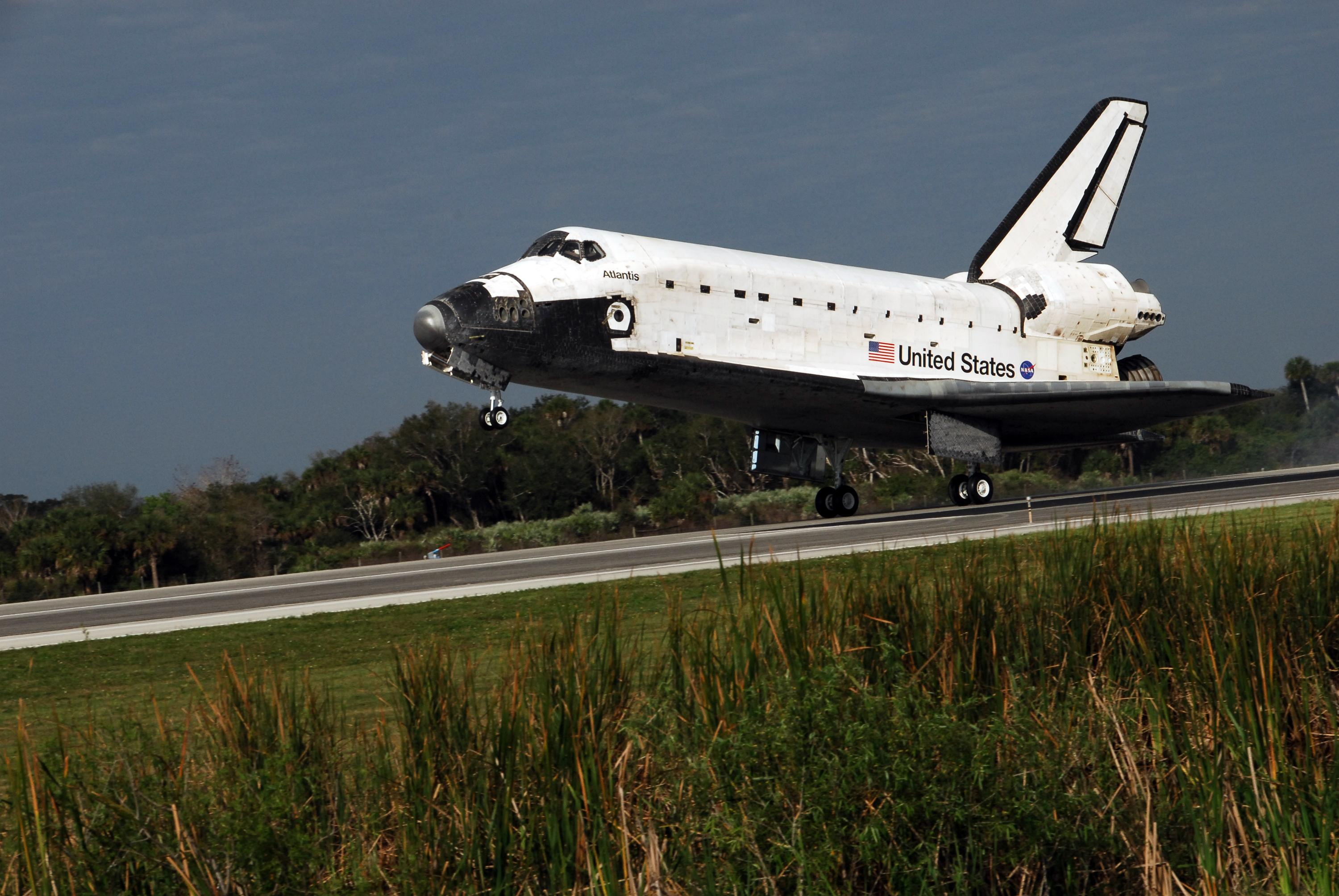
Lo Space Shuttle Atlantis in fase di atterraggio alla fine della missione STS-122.

Il NASA Shuttle Landing Facility (IATA: QQS, ICAO: KTTS) è un aeroporto situato presso Merritt Island, nella contea di Brevard in Florida, USA. Fa parte del John F. Kennedy Space Center (KSC), ed è stato utilizzato per l'atterraggio dello Space Shuttle fino a luglio 2011. È stato utilizzato anche per i decolli e gli atterraggi dei jet da addestramento della NASA come lo Shuttle Carrier Aircraft, e per gli aerei civili.
A partire dal 2015, Space Florida gestisce la struttura con un contratto di locazione di 30 anni dalla NASA. Le società private utilizzano l'SLF per le sue proprietà uniche dal 2011 e continueranno a farlo tramite Space Launch Florida.

## Struttura
Lo Shuttle Landing Facility copre 500 acri (2 km²) e ha una singola pista, la 15/33. È una delle piste più lunghe del mondo con i suoi 4.572 metri di lunghezza e 91,4 metri di larghezza (Nonostante la sua lunghezza, l'astronauta Jack R. Lousma dichiarò che avrebbe preferito che la pista fosse "metà più larga e due volte più lunga"). In aggiunta, le piste, possiedono altri 305 metri di pavimentazione alla fine di ognuna. La struttura per accoppiare e disaccoppiare (chiamata Mate-Demate Devices, (MDD)) lo Shuttle dallo Shuttle Carrier Aircraft, è situata appena fuori dall'estremità meridionale della pista.
La pista è identificata con i numeri 15 o 33, a seconda della direzione in cui è utilizzata. La superficie della pista consiste in una striscia di calcestruzzo ad alto attrito, progettata per una maggior capacità di frenata, utile negli atterraggi ad alta velocità dello Space Shuttle, con uno spessore di pavimentazione di 16,0 pollici (40,6 cm) al centro. Utilizza un design scanalato per fornire il drenaggio e aumentare ulteriormente il coefficiente di attrito. Si scoprì che il design originale della scanalatura forniva effettivamente un attrito eccessivo per la gomma utilizzata negli pneumatici dello Shuttle, causando guasti durante diversi atterraggi. Questo problema fu risolto molando la pavimentazione, riducendo significativamente la profondità delle scanalature. [ citazione necessaria ]
La struttura di atterraggio è gestita dall'appaltatore EG&G, che fornisce servizi di controllo del traffico aereo, oltre a gestire potenziali pericoli per gli aeromobili in atterraggio, come gli uccelli. Il Bird Team ha tenuto la struttura lontana dagli uccelli sia locali che migratori durante gli atterraggi dello Shuttle utilizzando pirotecnici, colpi a salve sparati dai fucili e una serie di 25 cannoni a propano disposti intorno alla struttura.

## Storia e utilizzo

### Space Shuttle
Il Columbia è stato il primo Shuttle ad arrivare all'SLF tramite lo Shuttle Carrier Aircraft il 24 marzo 1979.
La pista è stata utilizzata per la prima volta per far atterrare uno Space Shuttle l'11 febbraio 1984, quando la missione STS-41-B è tornata sulla Terra. Questo ha segnato anche il primo atterraggio di un veicolo spaziale nel suo sito di lancio. Prima di questo, tutti gli atterraggi dello Shuttle venivano eseguiti presso la base aeronautica di Edwards in California (ad eccezione dell'STS-3, che è atterrato a White Sands Space Harbor) mentre l'impianto di atterraggio ha continuato i test e gli equipaggi dello Shuttle svilupparono capacità di atterraggio a White Sands ed Edwards, dove il margine di errore era molto maggiore dell'SLF e dei suoi ostacoli d'acqua. Il 22 settembre 1993, il Discovery fu il primo Space Shuttle ad atterrare di notte all'SLF su STS-51. Un totale di 78 missioni dello Space Shuttle atterrarono all'SLF.
L'atterraggio finale di uno Space Shuttle avvenne il 21 luglio 2011 con l'Atlantis al termine della missione STS-135. Il Discovery e l'Endeavour decollarono dall'SLF sul dorso dello Shuttle Carrier Aircraft per i musei di Washington, DC e Los Angeles.

### Boeing X-37B
Nel gennaio 2014 fu annunciato che Boeing avrebbe affittato l'Orbiter Processing Facility presso il Kennedy Space Center per consentire all'aeronautica americana di atterrare, recuperare, ristrutturare e rilanciare in modo efficiente il veicolo spaziale X-37B senza equipaggio.
Nell'ottobre 2014, la NASA firmò un accordo per l'uso della struttura e Boeing ha aggiornato l'OPF-1 per il programma X-37B.
L'X-37B (missione OTV-4) utilizzò per la prima volta lo Shuttle Landing Facility del Kennedy Space Center il 7 maggio 2017 alle 11:47 UTC.

### Test del progetto Morpheus
Nel 2012, il primo veicolo del progetto Morpheus del Johnson Space Center della NASA arrivò al Kennedy Space Center. Prima dell'arrivo al KSC e durante tutto il progetto, i test sui veicoli Morpheus furono eseguiti presso altri centri della NASA; Il KSC era il sito per i test avanzati. Molteplici test, incluso il volo libero, sono stati eseguiti presso l'SLF nel 2013–2014. Furono testati più veicoli e iterazioni dei veicoli, a causa di aggiornamenti e danni durante questo programma di test sperimentale. Durante il test del 9 agosto 2012 all'SLF, un veicolo esplose e nessuno rimase ferito.

### Uso commerciale
L'SLF fu utilizzato anche da utenti commerciali. Zero Gravity Corporation, che offre voli in cui i passeggeri sperimentano brevi periodi di microgravità, ha operato dall'SLF, come i tentativi di record del Virgin Atlantic GlobalFlyer. Il team NASCAR hanno anche utilizzato la struttura per i test sui veicoli.
Nel 2012, Johnny Bohmer di Performance Power ha stabilito il Guinness World Record per la Fastest Standing Mile-Street Car quando la sua Ford GT ha infranto la barriera di 275 mph (443 km / h), stabilendo il record a 283 mph (455 km / h).
Nel 2014, la Hennessey Venom GT ha registrato una velocità massima di 270,49 mph (435,31 km / h).